# Токсин иммуно-конъюгат

Структура молекулы токсина

Токсин иммуно-конъюгат («конъюгат антитело-препарат» или «конъюгат антитело-лекарственное средство», англ. Antibody-drug conjugate, ADC) — класс лекарственных средств, предназначенный для направленного лечения онкологических заболеваний. В отличие от химиотерапии, где действию токсина подвергаются все клетки (раковые и здоровые), токсин иммуно-конъюгаты предназначены для распознавания только опухолевых клеток и дальнейшего их уничтожения, при этом не воздействуя на здоровые клетки. По состоянию на 2019 год около 60 фармацевтических компаний разрабатывают токсин иммуно-конъюгаты.

## Механизм действия
Токсин иммуно-конъюгат — это молекула антитела, к которой химически присоединены цитотоксины. Антитело распознает антиген (мишень) на поверхности клетки, который, в идеале, присутствует только на опухолевых клетках. В реальности же в качестве мишени используют антигены, которых во много раз больше на поверхности раковой клетки по сравнению со здоровой. Антитело прикрепляется к антигену, что запускает каскад биохимических реакций, приводящих к поглощению клеткой (эндоцитоз) комплекса антигена и антитела вместе со связанным токсином. После того, как токсин иммуно-конъюгат попал внутрь клетки, токсин связывается с местом своего действия, что приводит к гибели клетки. Направленная терапия ограничивает побочные эффекты (то есть гибель здоровых клеток), что дает более широкое терапевтическое окно, чем другие химиотерапевтические агенты.
В качестве антитела (antibody) для создания токсин иммуно-конъюгатов широко используют:
- Трастузумаб — антитело распознает HER2-рецептор на поверхности клеток;
- Гемтузумаб — CD33-рецептор;
- Брентуксимаб — CD30-рецептор;
- Инотузумаб — CD22-рецептор;
- Тоситумомаб, ибритумомаб — CD20-рецептор.

В настоящее время в качестве токсинов (drug) используют вещества, которые связываются с микротрубочками и являются ингибиторами митоза клеток (эмтанзин и ауристатин), или вещества, способные связываться с ДНК, что приводит к смерти клетки (калихемицин, озогамицин и пирролобензодиазепин). Другим видом токсинов являются радиоактивные вещества.
Еще одним компонентом токсин иммуно-конъюгата является линкер (linker) представляющий собой небольшой участок цепи атомов, соединяющий антитело и токсин посредством химических связей. Чаще всего линкеры в своем составе имеют дисульфид, гидразон, тиоэфир или пептид. Существуют и другие, более уникальные линкеры. Стабильная связь между антителом и токсином является важным компонентом токсин иммуно-конъюгата. Стабильный линкер гарантирует доставку токсина к раковой клетке, что позволяет ограничить действующую дозу препарата и, таким образом, его безопасность. Если линкер нестабилен, это приведет к преждевременной диссоциации токсин иммуно-конъюгата, и токсин не достигнет опухолевой клетки.

## Лекарственные препараты доступные на рынке
На начало 2020 года несколько лекарственных средств, представляющих собой токсин иммуно-конъюгаты, используются для клинического употребления, например:
- Милотарг (гемтузумаб озогамицин) — применяется для лечения CD33 позитивного острого миелоидного лейкоза[5];
- Адцетрис (брентуксимаб ведотин) — предназначен для лечения пациентов с CD30 позитивной лимфомой Ходжкина и анапластической крупноклеточной лимфомой[6].
- Кадцила (трастузумаб эмтанзин) — используется при метастатическом HER2 позитивном раке молочной железы[7].
- Беспонза (инотузумаб озогамицин) — применяют в лечении рецидивирующего или рефракторного CD22 позитивного B-клеточного лимфолейкоза[8].